# Linh dương Saiga
Linh dương Saiga, tên khoa học Saiga tatarica, là một loài động vật có vú trong họ Bovidae, bộ Artiodactyla, được Linnaeus mô tả năm 1766.. Hiện nay, chúng được xem là một loài linh dương cực kỳ nguy cấp, từng hiện diện ở khắp các vùng thảo nguyên rộng lớn ở Á-Âu từ dãy núi Karpat và Caucasus tới Dzungaria và Mông Cổ. Chúng cũng từng sinh sống ở Bắc Mỹ trong thế Canh Tân. Hiện nay, phân loài chỉ định (Saiga tatarica tatarica) được tìm thấy ở thảo nguyên phía tây bắc Precaspian (thuộc Nga) cùng với ba khu vực khác bao gồm Ural, Ustiurt và Betpak (thuộc nước cộng hòa Kazakhstan). Một số ít linh dương Saiga ở Ustiurt di chuyển về phía Nam Uzbekistan và thỉnh thoảng được tìm thấy ở Turkmenistan vào mùa đông còn phân loài linh dương Saiga Mông Cổ (Saiga tatarica mongolica) chỉ được tìm thấy ở miền Tây Mông Cổ.

## Phân bố và môi trường sống
Linh dương Saiga sống thành từng đàn trên các thảo nguyên. Trong kỷ băng hà, chúng sinh sống trên một khu vực rộng lớn trải dài quần đảo Anh tới Trung Á, qua eo biển Bering tới Alaska và Yukon tại Bắc Mỹ. Chúng được coi là loài đặc trưng của vùng Scythia, xuất hiện trong bản mô tả của nhà sử học Hy Lạp cổ đại Strabo với tên gọi Kolos. Đầu thế kỷ 18, phạm vi sinh sống của chúng vẫn trải từ khu vực Biển Đen, chân núi Karpat và phía bắc của Cáp-ca-dơ kéo dài qua Dzungaria và Mông Cổ.
Số lượng của chúng giảm nhanh chóng trong những năm 1920 và sau đó dần hồi phục vào năm 1950 với khoảng 2.000.000 cá thể tìm thấy tại các vùng thảo nguyên rộng lớn của Liên Xô. Sau khi Liên Xô tan rã, số lượng linh dương Saiga giảm đáng kể do tình trạng săn bắn bừa bãi và nhu cầu sừng linh dương trong y học của Trung Quốc. Trong nỗ lực bảo vệ tê giác, nhiều tổ chức bảo tồn động vật như Quỹ Quốc tế Bảo vệ Thiên nhiên (WWF) thậm chí đã từng khuyến khích việc săn loài này lấy sừng để thay thế
Số lượng linh dương Saiga đã giảm đi 95% trong vòng 15 năm khiến chúng trở thành loài cực kỳ nguy cấp được ghi trong sách đỏ của IUCN. Hiện nay chỉ còn khoảng 50.000 cá thể tồn tại ở Kalmykia, ba khu vực tại Kazakhstan, hai tại Mông Cổ và một số ít đang đối mặt với nguy cơ nghiêm trọng ở khu vực tây bắc Pre-Caspian của Nga.
Khu bảo tồn thiên nhiên Cherny Zemli thuộc Cộng hòa Kalmykia của Nga được thành lập vào năm 1990 nhằm bảo vệ số lượng loài linh dương Saiga tại địa phương. Tổng thống nước Cộng hòa Kalmykia là Kirsan Ilyumzhinov tuyên bố năm 2010 là Năm của linh dương Saiga. Tại Kazakhstan, số lượng Saiga gần đây đã được tìm thấy ngày càng tăng, từ khoảng 21.000 con đã lên 81.000 trong tháng 1 năm 2010.
Tháng 5 năm 2010, 12.000 con linh dương Saiga trong tổng số 26.000 con tại khu vực Ural thuộc Kazakhstan được phát hiện đã chết. Nguyên nhân được cho là do bệnh tụ huyết trùng gây ra. Tháng 11 năm 2010, Kazakhstan tái ban hành lệnh cấm săn bắn loài linh dương Saiga và gia hạn lệnh cấm này cho đến năm 2021 trong nỗ lực tìm cách cứu loài này khỏi bờ vực tuyệt chủng.
Riêng phân loài linh dương Saiga Mông Cổ chỉ được tìm thấy trong một khu vực nhỏ ở phía Tây Mông Cổ, xung quanh Khu bảo tồn thiên nhiên Sharga và Mankhan.
Hiện tại chỉ có hai sở thú tại Moscow và Askania-Nova có nuôi dưỡng linh dương Saiga.

## Đặc điểm

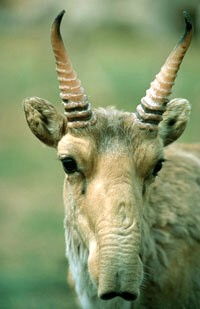
Cận cảnh mặt của một con linh dương Saiga

Linh dương Saiga di cư theo mùa, chúng tới những khu đồng cỏ ở phía Bắc vào mùa xuân, tới những khu chăn thả gia súc vào mùa hè và trở về phương nam để tránh đông và mùa thu.
Chúng có chiều cao 108 – 146 cm (3,6 - 4,8 ft) trong đó chiều cao tới vai của chúng là từ 60 – 80 cm và nặng từ 36 – 63 kg (79 - 140 lb). Đuôi của linh dương Saiga khá ngắn, chỉ khoảng 6 – 13 cm. Những con đực thường lớn hơn có sừng dài từ 20–25 cm (8-10 inches), những con cái không có sừng và thường nhỏ hơn. Tuổi thọ của loài linh dương Saiga khoảng từ 6 đến 10 năm. Chúng có đặc điểm dễ nhận biết đó là cấu trúc mũi linh hoạt, giống như vòi của loài heo vòi. Chiếc vòi của chúng có cấu tạo độc đáo, rất nhiều lông, với tuyến nhầy và hệ thống xương phức tạp. Mũi của chúng có chức năng lọc bụi trong không khí trong quá trình di chuyển, làm ấm không khí trước khi vào phổi trong mùa đông.
Vào mùa hè, linh dương Saiga có lớp lông mỏng màu quế còn mùa đông lông của chúng có màu trắng và dày lên gần gấp đôi (70% so với bộ lông của chúng trong mùa hè). Chân của linh dương Saiga khá khẳng khiu và chúng có khả năng bơi qua các con sông.
Linh dương Saiga là loài hoạt động vào ban ngày, có phạm vi sống không cố định, thường xuyên di chuyển tới 80–120 km (48-72 dặm) một ngày. Chúng có thính giác kém phát triển nhưng thị giác có thể nhìn trước nguy hiểm xa cả kilômét. Chúng là một loài nhút nhát và rất dễ giật mình, ngay cả khi đứng thành đàn đông đúc.

## Thức ăn
Thức ăn chính của linh dương Saiga là các loài cỏ trên thảo nguyên, trong đó có nhiều các loài cỏ có độc tố mà các loài động vật ăn cỏ khác không ăn được, nhưng với linh dương Saiga thì lại vô hại.

## Sinh sản
Mùa sinh sản bắt đầu vào tháng 10 khi con đực tranh giành con cái. Những con đực có những cuộc chiến khốc liệt và kết quả là 97% con đực sẽ chết. Con đực nào chiến thắng có thể giành quyền giao phối từ 5 - 50 linh dương cái. Khi mùa xuân đến, đàn linh dương sẽ di chuyển về phía Bắc, và các con non sẽ được sinh ra sau khoảng 140 ngày mẹ chúng mang thai. Mỗi linh dương cái sẽ đẻ một cặp (khoảng 70% các trường hợp) hoặc một linh dương con.

## Bảo tồn
Liên minh bảo tồn linh dương Saiga (viết tắt là SCA) được thành lập một cách không chính thức và đi vào hoạt động từ những năm 1990 với vai trò là một mạng lưới của các nhà nghiên cứu và tổ chức bảo vệ môi trường trong nghiên cứu và bảo vệ linh dương Saiga trước nguy cơ tuyệt chủng. SCA đã chính thức được công nhận vào tháng 9 năm 2006, và tháng 11 năm 2006 đã trở thành đối tác của Mạng lưới bảo tồn động thực vật hoang dã (WCN). SCA cũng xuất bản ấn phẩm hai lần mỗi năm đề cập tới tình trạng bảo tồn, phạm vi sinh sống cùng những nghiên cứu mới về linh dương Saiga.
Một số tổ chức ở châu Âu đang có kế hoạch để đưa linh dương Saiga trở lại môi trường sống ở châu Âu, nơi mà chúng cũng đã từng sinh sống.
Dưới sự bảo trợ của Công ước về các loài động vật hoang dã di cư (CMS), còn được gọi là Công ước Bonn, "Biên bản ghi nhớ về bảo tồn, phục hồi và sử dụng bền vững linh dương Saiga" đã được ký kết và bắt đầu có hiệu lực từ 24 tháng 9 năm 2006. Là một trong những loài động vật có vú có số lượng giảm nhanh nhất trong thời gian gần đây, biên bản ghi nhớ có mục đích làm giảm mức độ khai thác hiện tại và khôi phục lại số lượng ban đầu của loài động vật hoang dã của thảo nguyên Trung Á này.